# USS Bennett (DD-473)
USS Bennett (DD-473) là một tàu khu trục lớp Fletcher được Hải quân Hoa Kỳ chế tạo trong Chiến tranh Thế giới thứ hai. Nó là chiếc tàu chiến duy nhất của Hải quân Mỹ được đặt theo tên Floyd Bennett (1890-1928), hạ sĩ quan hải quân và là người tiên phong trong lĩnh vực hàng không từng được tặng thưởng Huân chương Danh dự. Được cho ngừng hoạt động sau khi Thế Chiến II kết thúc, con tàu được chuyển cho Brazil vào năm 1959, phục vụ cùng Hải quân Brazil như là chiếc Paraíba trước khi ngừng hoạt động và tháo dỡ năm 1978 và bị đánh chìm như một mục tiêu tác xạ năm 1983. Bennett được tặng thưởng chín Ngôi sao Chiến trận cùng danh hiệu Đơn vị Tưởng thưởng Hải quân do thành tích phục vụ trong Thế Chiến II.

## Thiết kế và chế tạo
Bennett được đặt lườn tại Xưởng hải quân Boston vào ngày 10 tháng 12 năm 1941. Nó được hạ thủy vào ngày 16 tháng 4 năm 1942; được đỡ đầu bởi bà Floyd Bennett, vợ góa của Bennett; và nhập biên chế vào ngày 9 tháng 2 năm 1943 dưới quyền chỉ huy của Hạm trưởng, Trung tá Hải quân E. B. Taylor.

## Lịch sử hoạt động

### Chiến tranh Thế giới thứ hai
Bennett đi đến Trân Châu Cảng vào ngày 31 tháng 5 năm 1943, trải qua hai tháng tiếp theo tuần tra tại khu vực quần đảo Hawaii. Sau khi hộ tống một đoàn tàu vận tải đi Efate thuộc quần đảo New Hebrides, nó hoạt động như tàu canh phòng máy bay và tuần tra ngoài khơi Efate từ ngày 27 tháng 8 đến ngày 28 tháng 10. Đi đến quần đảo Solomon vào ngày 4 tháng 11, nó tuần tra và hộ tống các đoàn tàu vận tải cho đến ngày 5 tháng 4 năm 1944. Các hoạt động của nó tại khu vực này bao gồm việc hỗ trợ các cuộc đổ bộ lên mũi Torokina, Bougainville: lên phần phía Tây của hòn đảo vào ngày 1 tháng 11 năm 1943 và lên đảo Green, Papua New Guinea vào ngày 15 tháng 2 năm 1944; bắn phá căn cứ của quân Nhật tại Kavieng, New Ireland vào ngày 18 tháng 2; và Rabaul, New Britain vào ngày 29 tháng 2.
Bennett sau đó đi lên phía Bắc để tham gia cuộc đổ bộ lên Saipan từ ngày 14 tháng 6 đến ngày 1 tháng 7, và cuộc đổ bộ lên Guam từ ngày 2 tháng 7 đến ngày 16 tháng 8. Quay trở lại khu vực Trung tâm Thái Bình Dương vào cuối tháng, nó hỗ trợ cho cuộc đổ bộ lên Palaus (Peleliu) từ ngày 6 tháng 9 đến ngày 25 tháng 9, rồi quay trở về San Francisco để bảo trì, đến nơi vào ngày 25 tháng 10.
Bennett quay trở lại Trân Châu Cảng vào ngày 24 tháng 12 năm 1944, ở lại vùng biển Hawaii trong một tháng tiếp theo. Sau đó nó lên đường đi sang phía Tây để tham gia cuộc chiếm đóng Iwo Jima từ ngày 19 tháng 2 đến ngày 5 tháng 3 năm 1945, nơi nó bị hư hại nhẹ bởi một quả bom xịt vào ngày 1 tháng 3.
Vào ngày 1 tháng 4, Bennett nằm trong thành phần lực lượng tham gia đổ bộ chiếm đóng Okinawa. Lúc 08 giờ 50 phút ngày 7 tháng 4, nó bị một máy bay tấn công cảm tử Kamikaze của Hải quân Nhật đánh trúng, làm hư hại phòng động cơ phía trước và bị mất điện toàn bộ. Bảy thủy thủ tử trận, cùng mười bốn người khác bị thương nặng. Tuy nhiên con tàu vẫn có thể rút lui bằng chính động lực của nó về Kerama Retto, và sang ngày hôm sau nó được chiếc tàu kéo hạm đội USS Yuma (ATF-94) kéo về Saipan. Sau khi được sửa chữa khẩn cấp, nó quay về Xưởng hải quân Puget Sound, nơi nó được sửa chữa từ tháng 5 đến tháng 8.
Vào tháng 8 năm 1945, Bennett đi đến Adak thuộc quần đảo Aleut, rồi thực hiện chuyến đi đến Petropavlovsk trên bán đảo Kamchatka từ ngày 28 tháng 8 đến ngày 26 tháng 9. Quay trở về San Diego, California, con tàu được đưa về lực lượng dự bị vào ngày 21 tháng 12 năm 1945, rồi được cho rút biên chế vào ngày 18 tháng 4 năm 1946.

### Phục vụ cùng Hải quân Brazil
Bennett được chuyển cho Brazil mượn vào ngày 15 tháng 12 năm 1959, nơi nó được đổi tên thành Paraíba và phục vụ cùng Hải quân Brazil. Tên của Bennett được cho rút khỏi danh sách Đăng bạ Hải quân Hoa Kỳ vào ngày 1 tháng 8 năm 1973. Con tàu ngừng hoạt động và tháo dỡ vào năm 1978.

## Phần thưởng
Bennett được tặng thưởng chín Ngôi sao Chiến trận và danh hiệu Đơn vị Tưởng thưởng Hải quân do thành tích hoạt động trong Thế Chiến II.